# The Cowboy Cavalier
Pour les articles homonymes, voir Cowboy.
Pour plus de détails, voir Fiche technique et Distribution.
The Cowboy Cavalier est un film américain réalisé par Richard Thorpe, sorti en 1928.

## Synopsis
Après avoir été témoin du meurtre de son oncle, une jeune femme perd la mémoire. Le meurtrier la kidnappe, dans l'intention de lui faire écrire une confession où elle avouerait le meurtre. Un jeune shérif-adjoint découvre lors de son enquête que le cousin de la jeune femme a engagé le tueur dans le but d'hériter du ranch. Il sauve la jeune femme, qui a retrouvé la mémoire, et l'épouse.

## Fiche technique
- Titre original : The Cowboy Cavalier
- Réalisation : Richard Thorpe
- Scénario : Frank L. Inghram[1]
- Photographie : Ray Ries
- Société de production : Action Pictures
- Société de distribution : Pathé Exchange
- Pays de production :  États-Unis
- Langue originale : anglais
- Format : noir et blanc — 35 mm — 1,37:1 — Film muet
- Genre : Western
- Durée : 5 bobines - 1 380 m
- Date de sortie :
  - États-Unis : 29 janvier 1928

## Distribution
- Buddy Roosevelt : le shérif-adjoint
- Olive Hasbrouck : Cindy
- Charles K. French
- Fanny Midgley
- Robert Walker
- Bob Clark
- William Ryno